# Камрар (Айова)
Камрар (англ. Kamrar) — місто (англ. city) в США, в окрузі Гамільтон штату Айова. Населення — 179 осіб (2020).

## Географія
Камрар розташований за координатами 42°23′23″ пн. ш. 93°43′41″ зх. д. / 42.38972° пн. ш. 93.72806° зх. д. (42.389683, -93.727980).  За даними Бюро перепису населення США в 2010 році місто мало площу 2,22 км², уся площа — суходіл.

## Демографія
Згідно з переписом 2010 року, у місті мешкало 199 осіб у 82 домогосподарствах у складі 45 родин. Густота населення становила 90 осіб/км².  Було 95 помешкань (43/км²).
Расовий склад населення:
| - 96,5 % — білих - 2,0 % — азіатів |

До двох чи більше рас належало 1,5 %. Частка іспаномовних становила 0,0 % від усіх жителів.
За віковим діапазоном населення розподілялося таким чином: 26,1 % — особи молодші 18 років, 55,3 % — особи у віці 18—64 років, 18,6 % — особи у віці 65 років та старші. Медіана віку мешканця становила 40,5 року. На 100 осіб жіночої статі у місті припадало 103,1 чоловіків;  на 100 жінок у віці від 18 років та старших — 107,0 чоловіків також старших 18 років.
Середній дохід на одне домашнє господарство  становив 42 063 долари США (медіана — 38 125), а середній дохід на одну сім'ю — 45 974 долари (медіана — 42 500). За межею бідності перебувало 13,0 % осіб, у тому числі 18,2 % дітей у віці до 18 років та 0,0 % осіб у віці 65 років та старших.
Цивільне працевлаштоване населення становило 74 особи. Основні галузі зайнятості: виробництво — 16,2 %, освіта, охорона здоров'я та соціальна допомога — 16,2 %, мистецтво, розваги та відпочинок — 12,2 %, роздрібна торгівля — 10,8 %.